# Zwi Dinstein

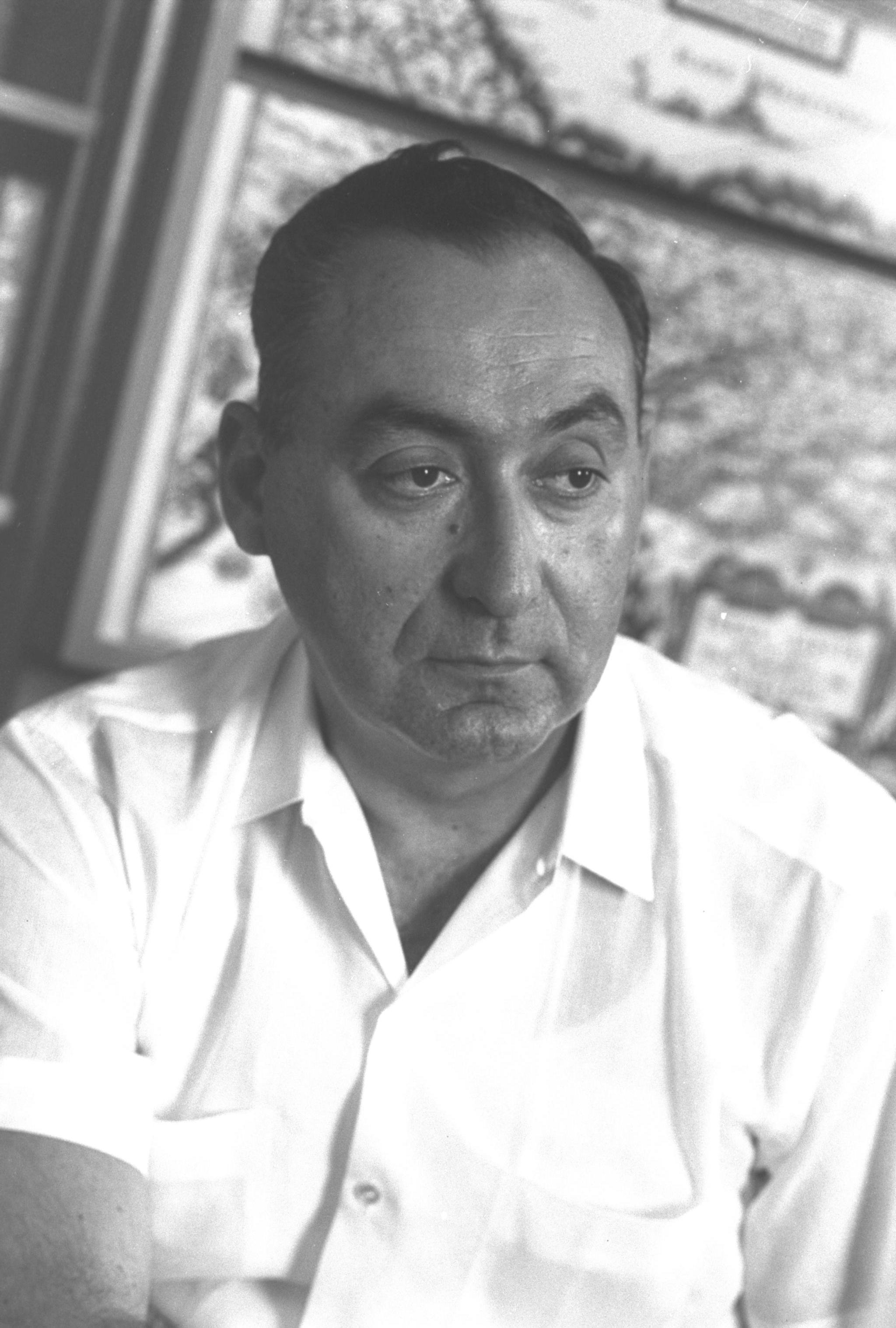
Zwi Dinstein

Zwi Dinstein (hebräisch צבי דינשטיין‎, * 24. Juli 1926 in Tel Aviv, Völkerbundsmandat für Palästina; † 10. April 2012 in Israel) war ein israelischer Politiker und Jurist.

## Politik
Zwi Dinstein war von der 6. bis zur 7. Legislaturperiode Knessetabgeordneter. Zuerst war er Knessetabgeordneter des HaMa’arach (1965–1968), anschließend war er Knessetabgeordneter des Awoda (1968–1969). Danach war er Knessetabgeordneter des HaMa’arach (1969–1974). Des Weiteren war er in der 13. Legislaturperiode vom 17. Januar 1966 – 5. Juni 1967 als Abgeordneter der Awoda stellvertretender Verteidigungsminister. Zudem war er in der 13. und 14. Legislaturperiode als Abgeordneter der Mapai und des HaMa'arach vom 24. Juli 1967 – 15. Dezember 1969 stellvertretender Finanzminister. In der 15. Legislaturperiode war er als Abgeordneter der HaMa’arach vom 22. Dezember 1969 bis 10. März 1974 erneut stellvertretender Finanzminister.

## Familie
Dinstein heiratete Ajah Ruppin (1926–2009), jüngstes Kind Arthur Ruppins, Feministin, 1970–1977 Präsidentin der WIZO, mit der er die drei Töchter Irit, Anat und Gili hatte.